# 大神神社 (一宮市)

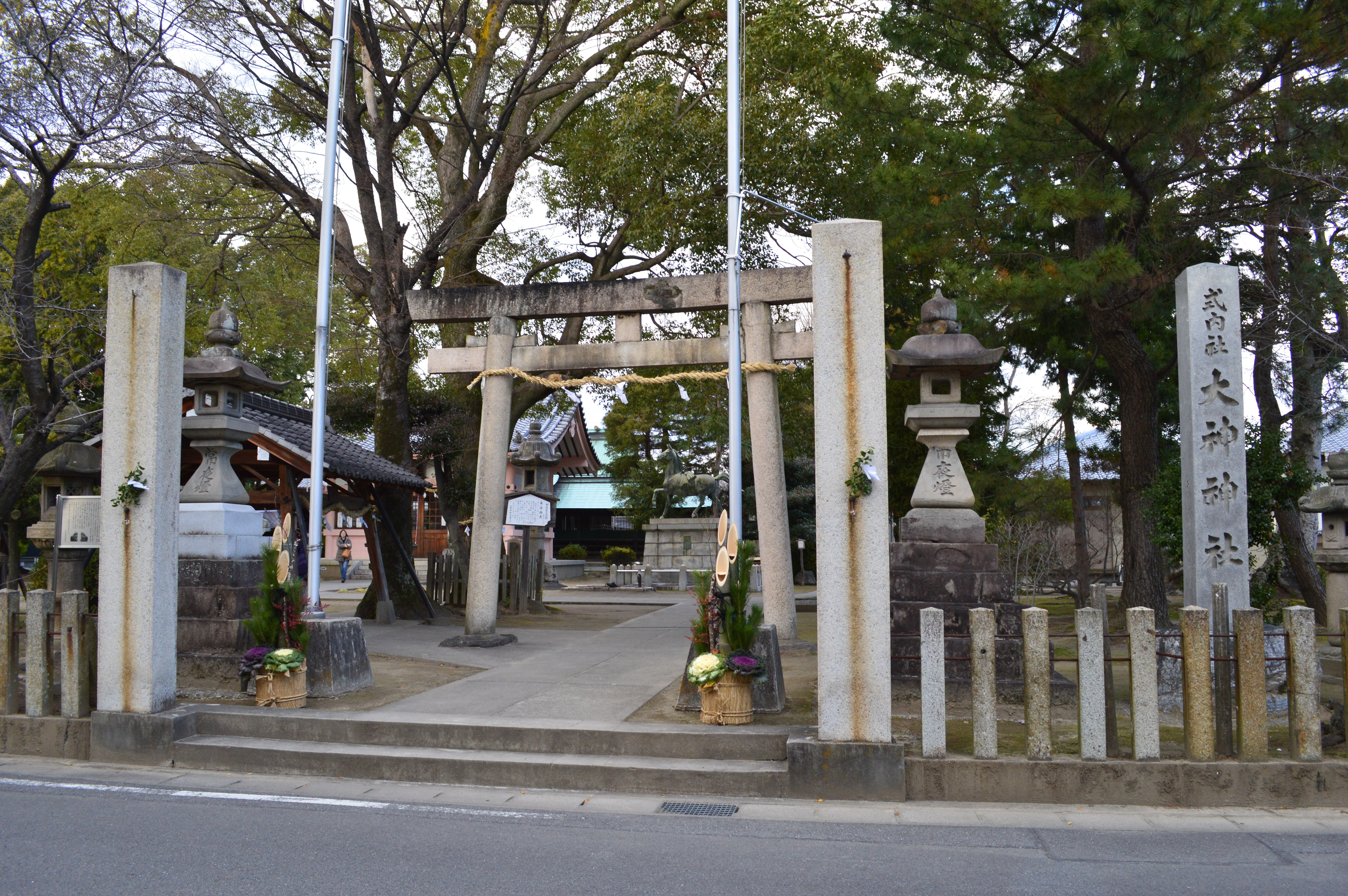
鳥居

大神神社（おおみわじんじゃ）は、愛知県一宮市花池にある神社。式内社（名神大社）で、尾張国一宮を称する。旧社格は郷社。神紋は「三杉」。

## 祭神
祭神は次の1柱。
- 大物主神 （おおものぬしのかみ）
大神氏（三輪氏）の奉斎する神で、大神神社（奈良県桜井市）の祭神[1]。

大物主神とは別に、『新撰姓氏録』大和国神別 工造条に火明命十世孫として見える大美和都禰命を祭神とする説があり、これにより尾張氏（火明命の後裔氏族）と当社奉斎氏族との同祖関係が推測される。

## 歴史

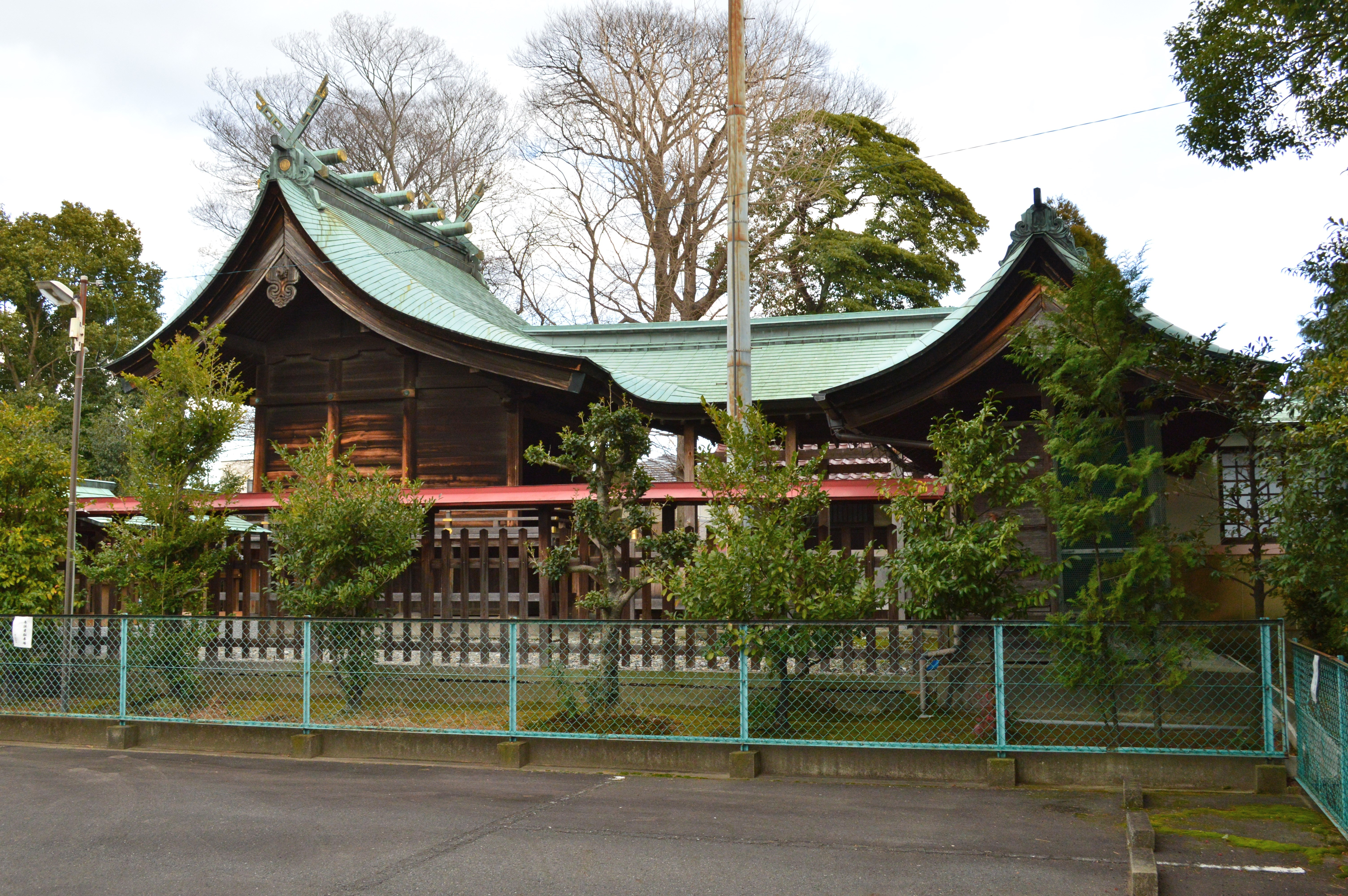
社殿
左に本殿、右に幣殿・拝殿。

### 概史
創建は不詳。上記のように、大物主神を奉斎する大和の大神氏（三輪氏）一族が来住し祭祀を担ったと見る説と、大美和都禰命を奉斎する尾張氏関係氏族が祭祀を担ったと見る説がある。
延長5年（927年）成立の『延喜式』神名帳では尾張国中島郡に「大神神社 名神大」と記載され、名神大社に列している。社名は、写本によっては「大神々社」「太神社」とも表記される。『妙興寺文書』「中島長利寄進状」（観応元年（1350年））では、大神の地はと塚（現在の一宮市大和町戸塚）の北東部になるとあり、この記載が名神大社比定の傍証になる。一方、他の名神大社と異なり『延喜式』臨時祭 名神祭条では当社の記載がないため、神名帳の「名神大」を衍字と見る説もあるが、肯定説では『貞観式』や臨時祭式の成立後に当社が名神大社の列に加わったためと推測する。また『和名抄』に見える郷名のうちで、当地を中島郡美和郷にあてて「みわ（神/美和）」のつながりを見る説が古くからあるが、『新編 一宮市史』では拝師郷または川埼郷にあてる。
社伝によると、当地は熱田社（熱田神宮）の荘園（熱田庄）で、毎年旧暦7月7日には熱田社に素麺と蓮を奉納したといい、「花池」の地名はその名残とする。しかし『尾張国地名考』ではこの伝承は否定されており、真偽は不詳。また近世には、当社は「三明神」「三宮明神」と称されていたという。
明治5年（1872年）5月には近代社格制度において郷社に列した。現在では尾張国一宮を称し、全国一の宮会に加盟している（ただし一般的には尾張国一宮は真清田神社とされる）。これに関して大神神社側では、真清田神社・大神神社が対の宮であったとし、ともに一宮となったと主張している。現在神職は常駐しておらず、一宮市内の大神社の宮司が兼務する。

### 神階
- 従一位[6]または正二位上[7] （『尾張国内神名帳』） - 表記は「大神名神」。位階は写本により異同がある。

## 摂末社
現在の摂末社は、次の6社。
- 六所社
- 三島社
- 白山社
- 神明社
- 招魂社
- 素盞社

## 文化財

### 一宮市指定有形文化財
- 木造狛犬 1対（彫刻）
江戸時代後期、文化12年（1815年）の作。阿形・吽形の2体からなる。阿形は高さ40センチメートル、吽形は高さ45センチメートルで、いずれも檜材寄木造[8]。1982年（昭和57年）3月1日指定[9]。

### その他
神宝として刀剣3振があり、一宮市博物館に保管されている。

## 現地情報
所在地
- 愛知県一宮市花池2-15-28

交通アクセス
- 鉄道
  - 名鉄名古屋本線 妙興寺駅下車、徒歩で約5分。
  - 名鉄名古屋本線 名鉄一宮駅下車、徒歩で約20分。
  - JR東海道本線 尾張一宮駅下車、徒歩で約20分。